# Ісіока

36°11′27″ пн. ш. 140°17′14″ сх. д. / 36.19083° пн. ш. 140.28722° сх. д.
Ісіо́ка (яп. 石岡市, いしおかし, МФА: [iɕioka ɕi̥]) — місто в Японії, в префектурі Ібаракі.

## Короткі відомості
Розташоване в центральній частині префектури. Виникло на основі стародавнього містечка Футю́, адміністративного центру історичної провінції Хітаті 8 століття. У середньовіччі було призамковим містечком самурайського роду Мацудайра. 1869 року перейменоване на Ісіоку. Отримало статус міста 11 лютого 1954 року. Основою економіки є виробництво електроприладів, металургія та машинобудування. Традиційні ремесла — виготовлення соєвого соусу та саке. В місті розташований стародавній монастир Кокубундзі, головний буддистський храм провінції Хітаті. Станом на 1 жовтня 2007 площа міста становила 213,38 км². Станом на 1 серпня 2008 населення міста становило 80 165 осіб.